# Ой як сей ґазда з дому відходив
«Ой, як сей ґазда з дому відходив» або «Умерска́» — гуцульська колядка. 
У пісні проявляється відгомін культу предків. Гуцули упродовж різдвяно-новорічних свят вшановували душі померлих, які, за народними віруваннями, збиралися до рідної хати на спільну святвечірню трапезу. 

## Текст
| Ой, як сей ґазда з дому відходив Приспів: Ой дай Боже! Скликав він собі всі сусідочки, Всі сусідочки, свою ґаздиню, Свою ґаздиню й свої діточки, І схотів собі свічки сукати, Заставив собі прощі прощати; Ой, сказав собі попа привести. Усукав собі лишень три свічці. При першій свічці тіло вмирало, При другій свічці душку спускало, При третій свічці тіло вбирали. Ой, прийшли за ним святі янгелі, Ой, прийшли за ним п’ятьма возами. На першім возі самі корогви, На другім возі самії книги, На третім возі самії свічі, А на четвертім самі ангелі, А п’ятим возом все тіло взяли. Як си зближили вони до церкви, | Ой, сами дзвони та й задзвонили, Самі си двері порозтворєли, Самі си свічі позажигали. Ой, ввійшли попи служби служити, Служби служити, опроважєти, Ой, тогди зачєв він промов’єти До свої жінки, до своїх дітей: Шоб єсте мене не забували, Все в суботоньки ізгадували, Все в суботоньки ізгадували Все в суботоньки і в неділеньки Колачіками, акафистами, Як того нема — кавалком хліба. Я ж за вас буду Бога просити, Шо ви будете многа літ жити. А встаньмо, браття, ми си підведім, Ми си підведім, всі руки складім, Всі руки складім, молитви скажім За цю душечку, що відси пішла, Із сего дому, з сего талану: Шоби та душка із Богом була, В царстві ясному супочивала! | «Умерска́» Дудки́ у виконанні мешканців с. Голови Івано-Франківської області Проблеми з програванням файлу? Див. довідку . |